# Prix Patriote de l'année
Pour un article plus général, voir Société Saint-Jean-Baptiste de Montréal.
Le prix Patriote de l’année est un prix québécois créé en 1975 et décerné par la Société Saint-Jean-Baptiste de Montréal à chaque année à une personnalité qui s’est distinguée dans la défense des intérêts du Québec et de la démocratie des peuples. Il a été nommé en mémoire des Patriotes des années 1830.

## Liste des lauréats
Source
- 1975-76 : Marcel Chaput et Madeleine Dompierre-Chaput[2]
- 1976-77 : François-Albert Angers
- 1977-78 : Camille Laurin
- 1978-79 : Raymond Barbeau
- 1979-80 : Andrée Ferretti
- 1980-81 : Raymond Lévesque
- 1981-82 : Jean Duceppe
- 1985-86 : Jacques Parizeau
- 1986-87 : Gaston Cholette
- 1987-88 : À l'occasion du 150e anniversaire de la Rébellion de 1837-1838, les lauréats des grands prix de la SSJBM ont été proclamés Patriotes de l'année : Gérald Godin, Gérald Leblanc, Yvonne Hubert, André Brassard, Claude Gosselin, Gilles Proulx, Jacques Henripin, Pierre Harvey, Lorraine Pagé, Rolland A. Pinsonneault, Fernand Roberge et Gilles Vigneault
- 1988-89 : Mia Riddez-Morisset
- 1989-90 : Louis Laberge
- 1990-91 : Serge Turgeon
- 1991-92 : Jacques Proulx
- 1992-93 : Carmen Sabag-Olmedo
- 1993-94 : Jean-Claude Germain
- 1994-95 : Paul Piché
- 1995-96 : Monique Vézina
- 1996-97 : Gérald Larose
- 1997-98 : Yves Michaud
- 1998-99 : Fernand Daoust
- 1999-00 : Jean-Marc Léger
- 2000-01 : Jean-Marie Cossette
- 2001-02 : Marcel Tessier
- 2002-03 : Pierre Falardeau
- 2003-04 : Renée Blanchet et Georges Aubin
- 2004-2005 : Luck Mervil[3]
- 2005-06 : Louise Laurin
- 2006-07 : Bernard Landry
- 2007-08 : Loco Locass (Sébastien Fréchette, Sébastien Ricard, Mathieu Farhoud-Dionne)
- 2008-09 : Robert Laplante
- 2009-10 : Hélène Pedneault ( à titre posthume )
- 2010-11 : Gilles Laporte[4]
- 2011-12 : Denis Trudel
- 2012-13 : Fred Pellerin, Claudette Carbonneau, Louise Beaudoin, Jasmin Roy, Maria Mourani, Julie Snyder, Louis-José Houde, Brigitte Haentjens, Dr Gilles Julien et Dominic Champagne
- 2013-14 : Frédéric Bastien
- 2014-15 : Pierre Curzi
- 2015-16 : Robin Philpot
- 2016-17 : Jean-Paul Perreault
- 2017-18 : Odette Sarrazin
- 2018-19 : François Côté, Éric Poirier et Guillaume Rousseau
- 2019-20 : Patrick R. Bourgeois
- 2020-21 : Laurent Duvernay-Tardif
- 2021-22 : Véronique Hivon